# Rallye de l'île de Man
Le Rallye de l'île de Man  (Rally Isle of Man) est une compétition annuelle de rallye automobile britannique sur asphalte, ayant cinquante ans d'existence.

## Histoire

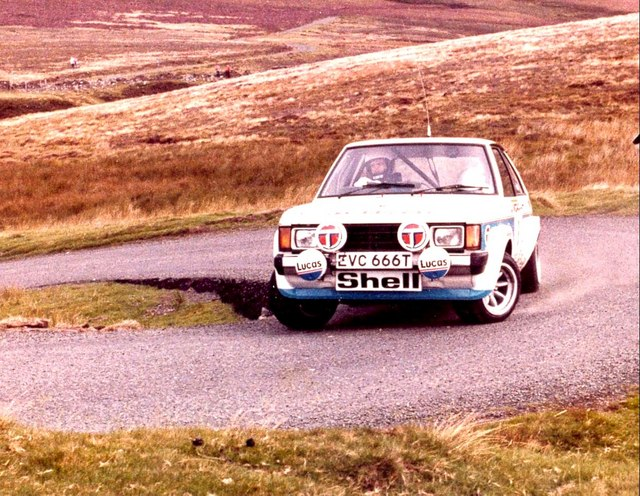
La Talbot Sunbeam Lotus de T. Pond au rallye de l'île de Man, en 1979.

Les routes empruntées par la course, publiques, sont interdites annuellement par Act of Tynwald (le Parlement de l'île). Composée de 14 épreuves spéciales partant de Castletown, la course traverse notamment les rues de Ramsey. Le plus long trajet est celui de Milerisk (34 km), et le plus court celui de la super spéciale de Villa Marina (1,400 km).
Durant quinze ans l'épreuve a fait partie du seul Championnat d'Europe des rallyes (1982-1996), puis a intégré le seul championnat britannique en 1997 (BRC), avant d'être à la fois comptabilisée en BRC et en championnat d'Irlande en 2002.
Le recordman de victoires est le mannois Mark Higgins, 4 fois lauréat. Trois champions du monde de rallyes ont inscrit leur nom au palmarès: Ari Vatanen, Colin McRae et Richard Burns. Patrick Snijers est le seul belge à l'avoir remporté.
Le directeur de course actuel est Les Postlethwaite.

## Palmarès

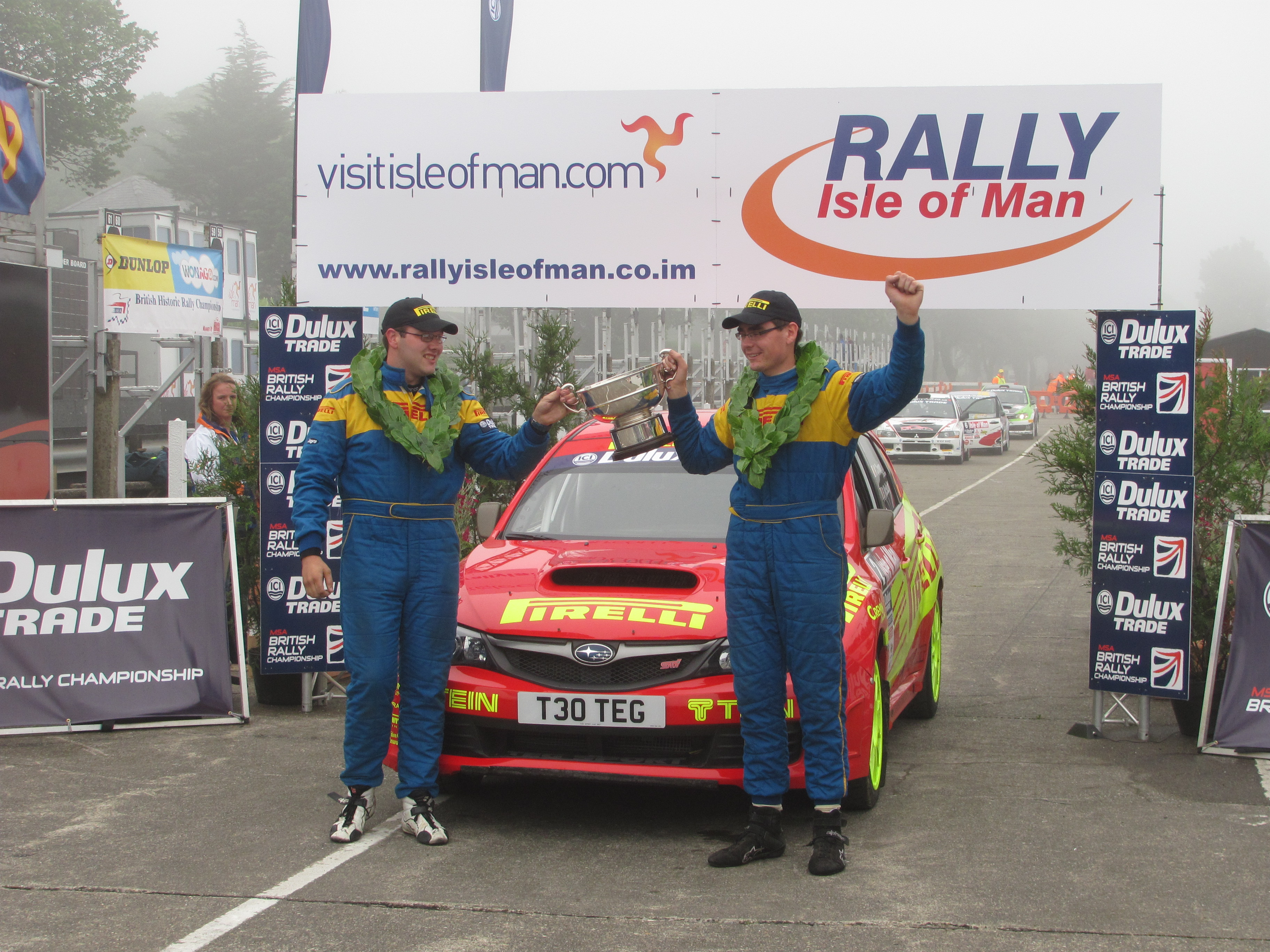
Keith Cronin (lunettes) et Barry McNulty, vainqueurs en 2010.

| Année | Édition                                     | Pilote           | Copilote         | Voiture                     | Championnats    |
| ----- | ------------------------------------------- | ---------------- | ---------------- | --------------------------- | --------------- |
| 1963  | 1.                                          | Reg McBride      | Don Barrow       | Allardette                  |                 |
| 1964  | 2.                                          | Dave Friswell    | Keith Binns      | Mini Cooper S               |                 |
| 1965  | 3.                                          | Tony Fall        | Dave Fawcett     | Mini Cooper S               |                 |
| 1966  | 4.                                          | Dennis Easthorpe | Dennis Craine    | Ford Cortina GT             |                 |
| 1967  | 5.                                          | Norman Harvey    | Terry Vaux       | Mini Cooper S               |                 |
| 1968  | 6.                                          | John Huyton      | Bob Corrin       | Ford Cortina GT             |                 |
| 1969  | 7.                                          | Colin Malkin     | John Davenport   | Hillman Imp                 |                 |
| 1970  | 8.                                          | Chris Slater     | John Davenport   | Ford Escort TC              |                 |
| 1971  | 9.                                          | Roger Clark      | Henry Liddon     | Ford Escort RS1600          |                 |
| 1972  | 10.                                         | Roger Clark      | Jim Porter       | Ford Escort RS1600          |                 |
| 1973  | 11.                                         | Adrian Boyd      | John Davenport   | Ford Escort RS1600          |                 |
| 1974  | 12.                                         | Cahal Curley     | Austin Frazer    | Porsche                     |                 |
| 1975  | 13.                                         | Roger Clark      | Jim Porter       | Ford Escort RS1800          |                 |
| 1976  | 14.                                         | Ari Vatanen      | Peter Bryant     | Ford Escort RS1800          |                 |
| 1977  | 15.                                         | Pentti Airikkala | Risto Virtanen   | Vauxhall Chevette HSR       |                 |
| 1978  | 16.                                         | Tony Pond        | Fred Gallagher   | Triumph TR7                 |                 |
| 1979  | 17.                                         | Russell Brookes  | Paul White       | Ford Escort RS1800          |                 |
| 1980  | 18.                                         | Tony Pond        | Fred Gallagher   | Triumph TR7                 |                 |
| 1981  | 19.                                         | Tony Pond        | Mike Nicholson   | Vauxhall Chevette HSR       |                 |
| 1982  | 20th Rothmans Manx International Rally      | Jimmy McRae      | Ian Grindrod     | Opel Ascona 400             | ERC             |
| 1983  | 21st Rothmans Manx International Rally      | Henri Toivonen   | Fred Gallagher   | Opel Manta 400              | ERC             |
| 1984  | 22nd Rothmans Manx International Rally      | Jimmy McRae      | Mike Nicholson   | Opel Manta 400              | ERC             |
| 1985  | 23rd Tudor Webasto Manx International Rally | Russell Brookes  | Mike Broad       | Opel Manta 400              | ERC             |
| 1986  | 24th Tudor Webasto Manx International Rally | Tony Pond        | Rob Arthur       | MG Metro 6R4                | ERC             |
| 1987  | 25th Tudor Webasto Manx International Rally | Jimmy McRae      | Ian Grindrod     | Ford Sierra RS Cosworth     | ERC             |
| 1988  | 26th Tudor Webasto Manx International Rally | Patrick Snijers  | Dany Colebunders | BMW M3                      | ERC             |
| 1989  | 27th Tudor Webasto Manx International Rally | Russell Brookes  | Neil Wilson      | Ford Sierra RS Cosworth     | ERC             |
| 1990  | 28th Manx International Rally               | Russell Brookes  | Neil Wilson      | Ford Sierra RS Cosworth     | ERC             |
| 1991  | 29th Manx International Rally               | Colin McRae      | Derek Ringer     | Subaru Legacy RS            | ERC             |
| 1992  | 30th Manx International Rally               | Colin McRae      | Derek Ringer     | Subaru Legacy RS            | ERC             |
| 1993  | 31st Manx International Rally               | Richard Burns    | Robert Reid      | Subaru Legacy RS            | ERC             |
| 1994  | 32nd Manx International Rally               | Malcolm Wilson   | Bryan Thomas     | Ford Escort RS Cosworth     | ERC             |
| 1995  | 33rd Manx International Rally               | Frank Meagher    | Michael Maher    | Ford Escort RS Cosworth     | ERC             |
| 1996  | 34th Manx International Rally               | Armin Schwarz    | Denis Giraudet   | Toyota Celica GT-Four ST205 | ERC             |
| 1997  | 35th Manx International Rally               | Martin Rowe      | Nicky Beech      | Renault Megane Maxi         |                 |
| 1998  | 36th Sony Manx International Rally          | Martin Rowe      | Derek Ringer     | Renault Mégane Maxi         |                 |
| 1999  | 37th Sony Manx International Rally          | Martin Rowe      | Derek Ringer     | Renault Mégane Maxi         |                 |
| 2000  | 38th Manx International Rally               | Mark Higgins     | Bryan Thomas     | Vauxhall Astra Kit Car      |                 |
| 2001  | Épreuve annulée                             | Épreuve annulée  | Épreuve annulée  | Épreuve annulée             | Épreuve annulée |
| 2002  | 39th Manx International Rally               | Mark Higgins     | Craig Thorley    | Toyota Corolla WRC          |                 |
| 2003  | 40th Manx International Rally               | Jonny Milner     | Nicky Beech      | Toyota Corolla WRC          |                 |
| 2004  | 41st Gibbs Aquada Manx International Rally  | Jonny Milner     | Nicky Beech      | Subaru Impreza WRC          |                 |
| 2005  | 42nd Manx International Rally               | Mark Higgins     | Bryan Thomas     | Ford Focus RS WRC 02        |                 |
| 2006  | 43rd Rally Isle of Man                      | Eugene Donnelly  | Paul Kiely       | Toyota Corolla WRC          |                 |
| 2007  | 44th Rally Isle of Man                      | Eugene Donnelly  | Paul Kiely       | Subaru Impreza WRC          |                 |
| 2008  | 45th Rally Isle of Man                      | Mark Higgins     | Rory Kennedy     | Subaru Impreza WRX STI      |                 |
| 2009  | 46th Rally Isle of Man                      | Mark Higgins     | Bryan Thomas     | Subaru Impreza WRX STI      |                 |
| 2010  | 47th Rally Isle of Man                      | Keith Cronin     | Barry McNulty    | Subaru Impreza WRX STI      |                 |
| 2011  | Épreuve annulée                             | Épreuve annulée  | Épreuve annulée  | Épreuve annulée             | Épreuve annulée |
| 2012  | 48th Rally Isle of Man                      | Steven Quine     | Richard Skinner  | Mitsubishi Lancer Evo VI    |                 |